# Bataille d'Ibarra (1823)
Ne doit pas être confondu avec Bataille d'Ibarra (1812).
Campagne de Pasto
(Guerre d'indépendance de la Colombie)
Batailles
m
- Bomboná
- Cuchilla de Taindala (1)
- Cuchilla de Taindala (2)
- Ibarra
- Alto de Cebollas
- Juanambú
- Tacines
- Barbacoas

La bataille d'Ibarra, ou bataille de la Ribera de Tahuando est un affrontement qui a eu lieu le 17 juillet 1823 à Ibarra, dans l'actuel Équateur, entre les forces de l'armée colombienne dirigées par Simón Bolívar et les forces royalistes de Pasto commandées par Agustín Agualongo (es).

## Déroulement
Le colonel Agualongo, commandant royaliste de Pasto, profitant d'une halte de Bolívar à El Garzal, dans la province de Los Ríos, se révolte le 12 juillet de cette année. Bolívar, apprenant que Agualongo avait vaincu le colonel Juan José Flores, se met en marche pour mâter la rébellion de Pasto.
Bolívar regroupe ses troupes à Otavalo et après sept jours de marche forcée, le 17 juillet, il défait Agualongo dans les rues d'Ibarra et près de l'hacienda La Victoria, sur l'autre rive du río Tahuando, lieu où se trouve la pierre nommée « Chapetona » qui rappelle le fait. Il est dit que Bolívar est monté sur cette pierre pour diriger ses troupes[réf. nécessaire].
La bataille garde une importance spéciale pour être la seule dirigée personnellement par Bolívar en territoire équatorien.